# Гизай, Александр Александрович
Алекса́ндр Алекса́ндрович Гиза́й (укр. Олександр Олександрович Гізай; 16 октября 1964; Дебальцево, Украинская ССР, СССР — 2 июня 2014; Луганск, Украина) — украинский историк, педагог и пророссийский общественный деятель. Украинский поисковик, руководитель и председатель правления военно-патриотического объединения «Каскад», секретарь региональной межведомственной комиссии по делам увековечения памяти жертв войны и политических репрессий при Луганской областной государственной администрации. Ветеран Афганской войны.

## Биография
Родился 16 октября 1964 года в городе Дебальцево Донецкой области. Учился в средней школе № 21 в посёлке Вергулёвка, входящем в состав города Брянка Луганской области. По окончании школы работал на шахте. В 1982 году был призван в ряды Вооружённых сил СССР. Службу проходил в составе десантно-штурмовой маневренной группы (ДШМГ) 67-го Кара-Калинского пограничного отряда в составе ограниченного контингента советских войск в Демократической Республике Афганистан.
Вернувшись с военной службы, обучался на историческом факультете Луганского государственного педагогического института имени Тараса Шевченко. По окончании института работал в Луганском лицее иностранных языков в качестве преподавателя истории и военного дела. Одновременно вёл большую и разнообразную общественную работу, основное содержание которой, по словам экс-губернатора Луганской области В. Пристюка, сводилось к тому, что А. Гизай «всегда пытался помогать людям — реальными делами».
В 2014 году, после начала пророссийских протестов на юго-востоке Украины, Гизай стал сторонником подконтрольной России Луганской Народной Республики. Был активистом Красного креста. По свидетельствам его учеников, оружия в руки не брал, не желая «мараться второй раз об эту войну».
Погиб 2 июня 2014 года при авиаударе по зданию областной государственной администрации. Авианалёт застал А. Гизая, когда он шёл на встречу со своей женой, которая, будучи заместителем командира отряда первой помощи Красного Креста, в это время участвовала в съёмках телепередачи по обучению населения навыкам оказания первой помощи.
Похоронен 4 июня в Луганске. На церемонию прощания с А. Гизаем пришли несколько тысяч жителей Луганска. В ней приняли участие председатель областного Совета В. Голенко, его заместители, экс-губернатор В. Пристюк, другие руководители города и области, а также депутаты.

## Общественная деятельность
Общественная деятельность А. Гизая началась ещё в студенческие годы, когда он в составе студенческого педагогического отряда «Искра» занимался перевоспитанием трудных подростков.
Стандартные методы работы отряда казались А. Гизаю малоэффективными, и имея собственные педагогические взгляды, он вскоре он перешёл к самостоятельной работе, организовав подростковый клуб. «Отряд студентов и подростков им. Макаренко», возглавлявшийся А. Гизаем, в 1987 году занял первое место в области среди сельхозотрядов.
В 1986 году на базе клуба было создано военно-патриотическое объединение «Каскад», бессменным руководителем которого А. Гизай был вплоть до своей гибели. Официально объединение было зарегистрировано в 1990-м году.
Одно из направлений работы «Каскада» было связано с Афганской войной. «Каскад» многократно участвовал во Всесоюзных и Всеукраинских сборах воинов-интернационалистов, он организовывал «Караваны Памяти» по городам и районам Луганской области, проводил песенные фестивали и другие акции, предназначенные для сбора средств, необходимых для создания памятного знака землякам, погибшим в Афганистане, подготовил песенный сборник «У этих песен есть душа». Совместно с Луганским областным краеведческим музеем организовал выставку «Судьбы, опаленные войной».
В конце 1980-х благодаря содействию командовавшего в те годы Киевским военным округом генералу Б. Громову «Каскад» получил военное снаряжение, включая армейские миноискатели. С тех пор началась поисковая работа объединения.
Поисковая работа, возглавлявшаяся А. Гизаем, имела комплексный характер и велась непрерывно. Каждому перезахоронению найденных останков предшествовала большая предварительная работа: изучение публикаций в СМИ, трудов историков и архивных документов, разведка на местности, беседы с местными жителями.
В общей сложности за время работы под руководством А. Гизая было организовано и проведено более 500 поисковых экспедиций на территории 119 населённых пунктов 23 городов и районов Луганской области. Поисковикам удалось найти и перезахоронить останки 1621 солдата РККА, погибшего во времена Великой Отечественной войны 1941—1945, установить личности 226 человек, найти родственников 13 воинов. Сведения об обнаруженных красноармейцах приведены в книге «Имена из солдатских медальонов».
Другим крупным направлением работы А. Гизая стало оказание разнообразной помощи бездомным, заключённым и освободившимся из мест лишения свободы.
Он участвовал в реализации международного проекта UCAN «Городская программа для лиц без постоянного места жительства», финансировавшегося Агентством США по международному развитию. Многократно посещал исправительные колонии, где рассказывал заключённым об их правах, а также помогал освобождающимся с оформлением документов, поиском работы и адаптации к новым условиям жизни.  Организовал проведение в областном краеведческом музее художественной выставки работ, выполненных заключёнными, находящимися в местах лишения свободы.
Общественная деятельность А. Гизая привлекала внимание средств массовой информации. Городские и областные СМИ брали у него интервью,  рассказывали о нём и его работе, а областная телекомпания ЛОТ посвящала ему отдельные передачи.
Экс-губернатор Луганской области В. Пристюк писал об А. Гизае и его общественной деятельности:
«Саша буквально горел своими идеями и заражал этим огнём других. <…> Он всегда старался кому-то помочь — и особенно тем, кто попал в беду, от кого отвернулись другие. <…> Поисковый отряд «Каскад», который создал и возглавлял Саша — гордость Луганской области».

## Награды и поощрения
В 2011 году А. Гизай указом Президента Украины награждён орденом «За заслуги» 3-й степени, за поисковую работу он получил орден и грамоту Украинской православной церкви (Московского Патриархата) от Митрополита Владимира, награждён медалью «За заслуги перед Луганщиной» 3-й степени, имел грамоты Министерств обороны Украины, Белоруссии, России и большое количество других отличительных знаков и благодарностей.

## Семья
А. Гизай был женат, имел двух дочерей. Его жена  — Светлана Фёдоровна — руководитель социальных программ «Каскада». Обе дочки с ранних лет также участвовали в поисковых работах. О своей семье в одном из интервью Александр Гизай сказал: «Моя семья всегда со мной. И жена и две дочери не только разделяют мои взгляды, но и реально помогают в поисковых операциях. Супруга также занимается вопросами адаптации и ресоциализации бывших заключенных. Моя старшая дочь филигранно владеет щупом, с помощью которого зондируется почва перед раскопкой, а младшая с 7-летнего возраста ездит со мной на вахты».